# Antarktisk krill
Antarktisk krill (Euphausia superba) är en saltvattenlevande art av kräftdjur i ordningen lysräkor (lyskräftor, krill). Den finns i de vatten som omger Antarktis, Antarktiska oceanen. Antarktisk krill är ett litet kräftdjur som lever i stora stim, som ibland kan innehålla 10 000–30 000 enskilda djur per kubikmeter. Den äter fytoplankton och använder därmed den nettoprimärproduktion av energi som den ursprungligen har fått från solen för att upprätthålla sin pelagiala (öppet hav) livscykel. Antarktisk krill växer upp till 6 centimeters längd, väger upp till 2 gram, och kan leva i upp till sex år. Den är en nyckelart i Antarktis ekosystem och när det gäller  biomassa. Antarktisk krill är en av de vanligaste djurarterna på jorden, (cirka 500 miljoner ton, motsvarande 300 till 400 biljoner individer).

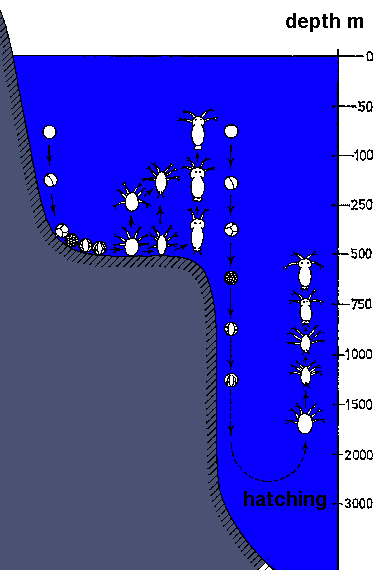
Äggen läggs nära vattenytan och börjar sjunka. I det öppna havet fortsätter de att sjunka i cirka 10 dagar: larverna kläcks på ungefär 3 000 meters djup

## Livscykel
Den huvudsakliga leksäsongen för antarktisk krill är från januari till mars, ovanför kontinentalsockeln och även i övre regionen av de djupare havsområdena. På sätt som är typiskt för all krill fäster hannen en spermatofor i honans könsöppning. För detta ändamål är de första pleopoderna (ben som är fästa vid buken) hos hanen konstruerade som könsorgan. Honorna lägger 6 000–10 000 ägg i taget. De är  befruktade när de kommer ut ur könsöppningen.
Enligt biologen James Marrs hypotes, som härrör från resultaten av expeditionen från det brittiska forskningsfartyget RRS Discovery, fortsätter äggutvecklingen sedan enligt följande: gastrula (utveckling av ägg till embryo) börjar under nedsjunkandet, tills havsbottnen är nådd på ungefär 2000–3000 meters djup. Ägget kläcks som en naupliuslarv; när detta väl har skett kommer det unga djuret in i en metanauplius och börjar förflytta sig mot ytan i en  migration som kallas utvecklingsuppstigning.

## Föda
Tarmen från E. superba kan ofta ses genom att den lyser grönt genom sin genomskinliga hud. Antarktisk krill livnär sig främst på fytoplankton - särskilt mycket små diatomer (20 μm), som den filtrerar från vattnet. De glasliknande skalen från kiselalger mals i muskelmagen och spjälkas sedan i hepatopancreas. Krill kan också fånga och äta hoppkräftor, märlkräftor och andra små zooplankton. Tarmen är ett rakt rör; den är inte så effektiv för matsmältningen och därför finns det fortfarande mycket kol i avföringen. Antarktisk krill (E.superba) har främst kitinnedbrytande enzymer i magsäcken och mitten av tarmen för att bryta ner kitintaggar på kiselalger, och ytterligare enzymer kan finnas, på grund av dess varierande diet.
I akvarium har krill setts äta varandra. När de inte matas krymper de i storlek efter skalömsning, vilket är exceptionellt för djur av denna storlek. Det är troligt att detta är en anpassning till säsongvariationerna i deras tillgång på föda, som är begränsad under de mörka vintermånaderna under isen. Djurets sammansatta ögon krymper emellertid inte, och därför har förhållandet mellan ögonstorlek och kroppslängd befunnits vara en pålitlig indikator på svält. En krill med riklig födotillgång skulle ha ögon proportionella mot kroppslängden, jämfört med en svältande krill som skulle ha ögon som skulle verka större än vad som är normalt.

Modifierade thoracopods rör sig genom vattnet för att fytoplanktonceller ska kunna komma in i munnen.